# Poitou-Charentes
Il Poitou-Charentes (pronunzia: /pwaˈtu ʃaˈʁɑ̃t/; pittavino-santongese: Poetou-Chérentes; occitano: Peitau-Charantas) era una regione amministrativa francese. 
Dal 1º gennaio 2016 è stata unita all'Aquitania e al Limosino per formare la regione di Nuova Aquitania.

## Geografia fisica
Il capoluogo era Poitiers; altri centri principali della regione erano La Rochelle, Angoulême e Niort. Era composta da 4 dipartimenti: Charente (16), Charente Marittima (17, Charente-Maritime), Deux-Sèvres (79) e Vienne (86). Sono inclusi nella regione 14 arrondissement, 157 cantoni e 1.462 comuni.
Il territorio della regione confina con quello dei Paesi della Loira a nord-ovest, del Centro a nord-est, del Limosino a est e dell'Aquitania a sud. Le coste occidentali sono bagnate dall'Oceano Atlantico.
Presenta una zona paludosa chiamata Marais Poitevin situata nell'antico golfo di Poitou sulla costa occidentale della Francia, proprio a nord di La Rochelle.

## Storia
Il Poitou è stata una provincia francese con capitale Poitiers, comprendente gli attuali dipartimenti della Charente, Charente Marittima, Deux-Sèvres e della Vienne.
Molti acadiani, abitanti delle regioni nordorientali dell'America come la Nova Scotia, il New Brunswick, la Prince Edward Island, discendono dalla regione del Poitou.
A partire dal 1755, in un'operazione che prese il nome di Déportation des Acadiens, 8-10.000 di questi furono espulsi dagli inglesi e costretti ad emigrare verso le colonie inglesi della costa orientale del Nord America, altri furono imprigionati in Inghilterra. Le famiglie furono spesso separate. Molti morirono a causa di epidemie o di privazioni durante l'esodo. Dopo il trattato di Parigi del 1763, alcuni Acadiani partirono verso la colonia francese della Louisiana (dove diventarono i fondatori della cultura cajun), mentre altri si rifugiarono in Francia, soprattutto a Belle-Île-en-Mer e nella roccaforte ugonotta di Nantes. Anche le isole francesi di Saint Pierre e Miquelon vicino a Terranova sono diventate un rifugio per molte famiglie acadiane, anche se molte di esse furono nuovamente espulse dagli inglesi nel 1778 e nel 1793. Ci sono ugualmente genti di origine acadiana nel Maine e nel Québec.
La regione di Poitou-Charentes possiede una splendida costa. e costituisce una delle destinazioni più frequentate per il turismo verde.
Poitiers, città antica e capoluogo del Poitou, dimostra, analogamente al resto della regione, come far convivere passato e futuro. Questo centro medievale ospita infatti il Futuroscope, avveniristico parco divertimenti europeo dedicato all'immagine e alla comunicazione.